# Gintarė Volungevičiūtė
Gintarė Volungevičiūtė-Scheidt (Kaunas, 12 novembre 1982) è una velista lituana.
Dal 2008 è sposata con Robert Scheidt.

## Palmarès

### Olimpiadi
- 1 medaglia:
  - 1 argento (Pechino 2008 nella classe Laser Radial)

### Mondiali
- 1 medaglia:
  - 1 oro (Boltenhagen 2012 nella classe Laser Radial)

### Europei
- 3 medaglie:
  - 1 argento (Riccione 2006 nella classe Laser Radial)
  - 1 bronzo (Tallinn 2010 nella classe Laser Radial)
  - 1 oro (Anversa 2019 nella classe Snipe)